# 윤일주 (시인)
윤일주(尹一柱, 본명: 윤달환, 본명 한자: 尹達煥, 1927년 11월 23일~1985년 11월 28일)는 예비역 대한민국 해군 장교 대위 출신(1958년 전역)의 대한민국의 시인·건축학자·대학 교수·건축사학자·건축평론가·저술가·건축 공학 교육인이었다. 시인 윤동주(尹東柱, 1917년~1945년)의 친제(親弟)가 된다.
본은 파평(坡平)으로, 앞서 언급한 것처럼 시 《별 헤는 밤》의 시인 윤동주(尹東柱)의 10살 터울의 친제(親弟)이기도 한 그는, 큰형 동주가 병으로 인해 죽은지 6개월 지난, 1945년 8월 15일에 만주에서 광복(을유 해방)을 목도했다. 이듬해 1946년에 만주를 아예 마지막으로 떠나 삼팔선까지 넘어서서 월남한 이후, 1951년 3월 당시에 해군 장교로 임관해, 1958년 4월 당시 예비역 해군 대위 예편(장교 전역)을 했으며, 아울러 건축공과학 학술 교육인 겸 대학 교수 등으로서의 그는, 대한민국 국립 부산대학교 건축학과 교수를 거쳐, 사립 성균관대학교 건축공학과 교수 등을 지냈다.

## 주요 집필 및 저술

### 시집(시문학 작품)
- 《설조(雪朝)》(1955년)

### 평서(건축 역사 평론)
- 《한국 양식건축 80년사》(1978년)

### 사후 유고(동시집)
- 《민들레 피리》(1987년)

## 생애

### 일생
본(관향)은 파평(坡平)이고, 시인 윤동주(1917~1945)의 아우이며, 만주 지린 성 허룽 지역에서 아버지 윤영석(1895~1962)과 어머니 김용(1891~1948)의 슬하 4남 1녀(5남매) 중 둘째아들(차남 및 셋째)로 출생하여 지난날 한때 룽징과 옌지에서 각기각기로 잠시 유아기를 보낸 적이 있는 그는 만주국 룽징 영신중학교 시절이던 1942년부터 동시 작품을 집필하기 시작하였고 그 후 그렇게 시문학가(시인)의 면모를 유감없이 드러낸 그는 한편으로 1946년 3월, 20세 시절에 중화민국 둥베이 지역 랴오둥 성 만저우 펑톈 의과대학교(의예과 1년)를 입학하였지만, 그 후 2개월 남짓여만인 1946년 5월 2일 당시에 결국 중퇴하였으며 같은 해 1946년 8월 11일, 둥베이 지역을 마지막으로 영구히 떠나 그 당시 미군정 조선의 수도였던 서울로 월남을 하여 종로로 간이 정착을 한 이후 이어 같은 해 1946년 9월 29일, 미군정 조선국 시대 말기의 경남의 부산의 영도에서 고학을 한 끝에 결국 재수 입시에서 합격 통지를 받음으로써 이듬해 1947년 3월, 21세 때 서울대학교 공과대학 건축학과에 신규 입학을 하여 서울로 재차 입성을 하였으며 그로부터 1년 후 서울대학교 공과대학 건축학과 2학년 1학기 수업을 하기 직전이던 1948년 2월 16일, 《하늘과 바람과 별과 시》라는 추모 시집의 수록 작품 선별을 담당하는 편집을 전담하기도 하였다. 그 후 1951년 2월, 대한민국 국립 서울대학교 건축학과에서 학사 학위를 취득하였으며, 두달이 지난 같은 해(1951년)의 1951년 4월, 대한민국 해군 장교 소위 계급으로 임관되었고 1953년 3월, 해군 장교 중위 계급으로 진급하였으며 1955년 3월, 해군 장교 대위 계급으로 진급을 하는 등 1958년 4월까지 7년간을 해군 시설장교 복무 후 1958년 4월, 대한민국 해군 대위로 예편하였다.
정식 시인으로는 아직 대한민국 현역 해군 장교 대위 시절이었었던, 1955년 10월, 시 《설조(雪朝)》라는 자작시로써, 시문학의 문단에 본격 등단하였다. 건축학 교수로는 부산대학교(사퇴)와 동국대학교(사퇴)와 성균관대학교(1971~1985)에서 교수를 지냈다.

### 사후
사후 2년이 지난 1987년 6월 11일, 생전에 절친하였던 수필가 겸 의학자 최신해 교수·작가 겸 철학자 김형석 교수 등의 공동 주도 및 기획 등으로 인하여 그의 유고 동시집 《민들레 피리》가 간행되었다.

### 업적과 후대
그는 1971년 2월에서부터 1985년 11월 28일, 간암으로 인해 향년 59세(만58세)로 타계할때까지 성균관대학교 건축공학과 교수로 재직하며, 근대건축 관련 연구에 순수하고도 원대한 힘을 쏟아 《한국 양식건축 80년사》를 저술하였다. 아들 윤인석 교수도 성균관대학교의 건축학과에서 교수로 재직하고 있다.

### 친가 친족 관계
- 증조부: 윤재옥(별세)
- 증조모: 청주 정씨 부인(별세)
  - 친조부: 윤하현(尹夏鉉, 1875.3.8. ~ 1948.9.4.)
  - 친조모: 진주 강씨 부인(1873.2.1. ~ 1947.5.27.)
    - 부: 윤영석(尹永錫, 1895.8.1.~ 1965.4.20.)
    - 모: 김용(金龍, 1891.10.1. ~ 1948.9.26.)
      - 친형: 윤동주(尹東柱, 1917.12.30. ~ 1945.2.16. - 아명: 윤해환(尹海煥) - 독립운동가 겸 시인.)
      - 누나: 윤혜원(尹惠媛, 1924.2.8. ~ 2011.12.11.)
      - 자형: 오형범(1924.3.29. ~ 2015.3.11.)
        - 생질: 오철주(기독교 집사 출신)

      - 본인: 윤일주(尹一柱, 1927.11.23. ~ 1985.11.28. - 아명: 윤달환(尹達煥). - 시인 겸 건축사학자. 성균관대학교 건축공학과 교수 역임.)
      - 부인: 정덕희(정병욱 교수의 누이동생)
        - 아들: 윤인석(성균관대학교 건축학과 교수 역임)

      - 아우: 윤광주(尹光柱, 1930.6.19. ~ 1966.10.8. - 아명: 윤별환(尹別煥) - 지난날 중화인민공화국 랴오닝 성 선양 지역과 중화인민공화국 지린 성 룽징 지역에서 잠시 2년간 전직 중공 중고등학교 조선인 교사 활동 이후 중화인민공화국 지린 성 퉁화 지역에서 질병으로 인하여 향년 37세로 요절.)
      - 아우: 윤범환(尹範煥, 1932.9.29. ~ 1937.8.23. - 만주국 지린 성 룽징 지역에서 질병으로 인하여 향년 6세로 요절.)

  - 종조부: 윤임현(尹琳鉉, 1884.4.13. ~ 1916.5.7. - 국민정부 시대 중화민국 대륙 본토 만저우 둥베이 지역의 지린 성 옌지 소재 옌볜 지역에서 질병으로 인하여 향년 33세로 별세.)
  - 종조모: 수안 김씨 부인(1883.9.9. ~ 1958.12.21. - 중화인민공화국 헤이룽장 성 하얼빈 지역에서 별세.)
    - 종숙부: 윤영선(尹永善, 1902.5.15. ~ 1933.12.11. - 만주국 지린 성 허룽 지역에서 질병으로 인하여 향년 32세로 요절.)
    - 종숙모: 의령 남씨 부인(1908.4.23. ~ 1984.8.25. - 중화인민공화국 랴오닝 성 선양 지역에서 별세.)
      - 육촌 남동생: 윤성주(尹星柱, 1928.11.17. ~ 1958.10.16. - 지난날 대한민국 수도권 고등학교 전직 국어 교사 출신의 시인. 고교 교직 사퇴 이후 대한민국 서울 종로구 사직동 지역에서 질병으로 인하여 향년 31세로 요절.)
      - 육촌 남동생: 윤성환(尹星煥, 1930.11.21. ~ 1956.1.14. - 지난날 중화인민공화국 헤이룽장 성 하얼빈 지역과 중화인민공화국 지린 성 지린 지역에서 잠시 2년간 전직 중공 중고등학교 조선인 교사 활동 이후 중화인민공화국 지린 성 퉁화 지역에서 질병으로 인하여 향년 27세로 요절.)
      - 육촌 남동생: 윤광환(尹光煥, 1932.11.26. ~ 1961.12.27. - 지난날 중화인민공화국 지린 성 창춘 지역과 중화인민공화국 지린 성 퉁화 지역에서 잠시 2년간 전직 중공 중고등학교 조선인 교사 활동 이후 중화인민공화국 지린 성 퉁화 지역에서 질병으로 인하여 향년 30세로 요절.)

  - 종조부: 윤창현(尹昌鉉, 1886.3.2. ~ 1962.4.11.)
  - 종조모: 평강 채씨 부인(1888.8.18. ~ 1959.5.20.)
    - 종숙부: 윤영춘(尹永春, 1912.2.29. ~ 1978.4.29. - 시인 겸 수필가 및 중어중문학자. 경희대학교 중어중문학과 교수 역임.)
    - 종숙모: 김귀순(소프라노 성악 애호가 출신, 별세.)
      - 육촌 남동생: 윤형주(尹亨柱, 대한민국 모던 포크 팝 음악 1세대 싱어송라이터.)
      - 육촌 남동생: 윤병주(尹炳柱, 윤영춘 부부의 차남.)
      - 육촌 남동생: 윤정주(尹定柱, 윤영춘 부부의 막내아들.)

### 인척 관계
- 손윗처남: 정병욱(鄭炳昱, 1922.3.25. ~ 1982.10.12. - 민속학자 겸 국어국문학자 및 수필가. - 부산대학교 국어국문학과 교수 역임.)

### 친가 내종 친척 관계
- 고모부: 송창희(별세) - 아버지는 송시억(별세)이며 어머니는 결성 장씨 부인(별세).
- 고모: 윤신영(尹信永, 별세.)
  - 고종사촌 형: 송몽규(宋夢奎, 1917.9.28. ~ 1945.3.7. - 독립운동가 겸 수필가. - 소설가 송우혜 여사의 친정 백부.)
  - 고종사촌 누나: 송한복(宋韓福, 1923.7.3. ~ 2012.9.29. - 소설가 송우혜 여사의 친정 고모.)
  - 고종사촌 남동생: 송우규(宋祐奎, 1931.3.20. ~ 2018.4.8. - 소설가 송우혜 여사의 친정 아버지.)

### 외가 친척 관계
- 이복 외숙부: 김약연(金躍淵, 1868.9.12. ~ 1942.10.29. - 기독교 목사 출신.)
- 이복 외숙모: 영양 남씨 부인(1863.12.31. ~ 1956.11.23. - 중화인민공화국 랴오닝 성 선양 지역에서 별세.)
- 동복 외숙부: 김학연(金鶴淵, 1881.9.3. ~ 1962.8.11. - 기독교 장로 출신. - 중화인민공화국 지린 성 창춘 지역에서 별세.)
- 동복 외숙모: 재령 이씨 부인(1877.9.6. ~ 1969.12.9. - 중화인민공화국 지린 성 퉁화 지역에서 별세.)

### 학력
- 만주국 지린 성 룽징 홍중(弘中)소학교 졸업(1940년 1월)
- 만주국 지린 성 룽징 광명(光明)중학교 수료 및 전퇴(1942년 3월)
- 중화민국 둥베이 지역 지린 성 룽징 영신(永信)중학교 졸업(1946년 1월)
- 중화민국 둥베이 지역 랴오둥 성 만저우 펑톈 의과대학교 의예과 1년 중퇴(1946년 5월 2일)
- 대한민국 서울대학교 공과대학 건축학과 학사(1951년 2월)